# Ring Magazine Knockout des Jahres
Seit 1989 vergibt das US-amerikanische Magazin The Ring jährlich den Preis für den Knockout des Jahres auf globaler Ebene.

## 1980er
- 1989:  Michael Nunn KO 1  Sumbu Kalambay

## 1990er
- 1990:  Terry Norris KO 1  John Mugabi
- 1991: keine Preisvergabe
- 1992:  Morris East TKO 11  Akinobu Hiranaka &
 1992:  Kennedy McKinney KO 11  Welcome Ncita
- 1993:  Gerald McClellan TKO 5  Julian Jackson
- 1994:  George Foreman KO 10  Michael Moorer
- 1995:  Julio César Vásquez TKO 11  Carl Daniels
- 1996:  Wilfredo Vázquez TKO 11  Eloy Rojas
- 1997:  Arturo Gatti TKO 5  Gabriel Ruelas
- 1998:  Roy Jones junior KO 4  Virgil Hill
- 1999:  Derrick Jefferson KO 6  Maurice Harris

## 2000er
- 2000:  Ben Tackie TKO 10  Robert Garcia
- 2001:  Hasim Rahman KO 5  Lennox Lewis
- 2002:  Lennox Lewis KO 8  Mike Tyson
- 2003:  Rocky Juarez KO 10  Antonio Díaz
- 2004:  Antonio Tarver TKO 2  Roy Jones junior
- 2005:  Allan Green KO 1  Jaidon Codrington
- 2006:  Calvin Brock KO 6  Zuri Lawrence
- 2007:  Nonito Donaire TKO 5  Vic Darchinyan
- 2008:  Edison Miranda KO 3  David Banks
- 2009:  Manny Pacquiao KO 2  Ricky Hatton

## 2010er
- 2010:  Sergio Martínez KO 2  Paul Williams
- 2011:  Nonito Donaire TKO 2  Fernando Montiel
- 2012:  Juan Manuel Márquez KO 6  Manny Pacquiao
- 2013:  Adonis Stevenson KO 1  Chad Dawson
- 2014:  Andy Lee KO 5  John Jackson
- 2015:  Saúl Álvarez KO 3  James Kirkland
- 2016:  Saúl Álvarez KO 6  Amir Khan
- 2017:  David Lemieux KO 3  Curtis Stevens
- 2018:  Naoya Inoue KO 1  Juan Carlos Payano
- 2019:  Deontay Wilder KO 7  Luis Ortiz